# Viva Emptiness
Viva Emptiness — шестой студийный полноформатный альбом шведской группы Katatonia. Вышел в 2003 году на лейбле Peaceville Records.

## Об альбоме
Запись Viva Emptiness проходила в 303 studios с октября по ноябрь 2002 года. Сводил запись Йенс Богрен в Studio Kuling в декабре 2002 года.
Главные темы лирики — одиночество, отношения между людьми, преступления, ложь и депрессия.

## Официальные издания
Европейский релиз на CD осуществляла компания Peaceville. В России в 2003 году лицензию на издание альбома приобрела компания Союз. В США (2003) фирма Infinite Vinyl выпустила альбом в формате LP. Существует также ограниченное (1000 копий) LP-издание альбома.

## Список композиций
| №                   | Название                                  | Длительность |
| ------------------- | ----------------------------------------- | ------------ |
| 1.                  | «Ghost of the Sun»                        | 4:07         |
| 2.                  | «Sleeper»                                 | 4:08         |
| 3.                  | «Criminals»                               | 3:47         |
| 4.                  | «A Premonition»                           | 3:33         |
| 5.                  | «Will I Arrive»                           | 4:09         |
| 6.                  | «Burn the Remembrance»                    | 5:22         |
| 7.                  | «Wealth»                                  | 4:22         |
| 8.                  | «One Year from Now»                       | 4:02         |
| 9.                  | «Walking by a Wire»                       | 3:32         |
| 10.                 | «Complicity»                              | 4:01         |
| 11.                 | «Evidence»                                | 4:36         |
| 12.                 | «Omerta» (Renkse)                         | 2:58         |
| 13.                 | «Inside the City of Glass» (instrumental) | 4:08         |
| Общая длительность: | Общая длительность:                       | 52:45        |

Тексты — Йонас Ренксе.
Музыка — Андерс Нюстрём/Йонас Ренксе, кроме:
- «A Premonition» — Фред Норрман/Андерс Нюстрём/Йонас Ренксе
- «Omerta» — Йонас Ренксе

Трек «Wait Outside» не вошёл в официальные издания альбома и был включен в компиляцию The Black Sessions, выпущенную в 2005 году лейблом Peaceville Records.

## Участники записи
- Йонас Ренксе — вокал, гитара, программирование
- Андерс Нюстрём — вокал, клавишные, программирование
- Фред Норрман — гитара
- Маттиас Норрман — бас-гитара и слайд-гитара (в треке «One Year from Now»)
- Даниэль Лильеквист — ударные и перкуссия, бэк-вокал (в треке «Ghost of the Sun»)